# Воровское (Омская область)
Воровское — исчезнувшая деревня в Москаленском районе Омской области. Входила в состав Алексеевского сельского поселения. Упразднена в 1999 г.

## География
Располагалась в 3 км (по прямой) к северо-востоку от деревни Доброе Поле

## История
Основана в 1925 г. В 1928 году хутор «Памяти Воровского» состоял из 11 хозяйств. В составе Гольбштадтского сельсовета Москаленского района Омского округа Сибирского края.

## Население
По переписи 1926 г. в хуторе проживало 58 человек (23 мужчин и 35 женщины), основное население — русские

## Хозяйство
По данным на 1991 г. деревня являлась участком колхоза «Советская Россия».